# Danaea zamiopsis
Danaea zamiopsis är en kärlväxtart som beskrevs av Christenh. och Tuomisto. Danaea zamiopsis ingår i släktet Danaea, och familjen Marattiaceae. Inga underarter finns listade i Catalogue of Life.